# Santa Fe (Bogota)
Pour les articles homonymes, voir Santa Fe.
Santa Fe est le 3e district au centre de Bogota D.C., la capitale de la Colombie. La superficie de Santa Fe est de 44,87 km2 pour une population de 107 044 habitants.
Santa Fe est une zone commerciale comportant de petites usines, des sociétés de services financiers, des entreprises, hôtels et installations touristiques. Elle comprend la zone de la Carrera Séptima, une des principales artères où se dressent la plupart des gratte-ciel de Bogota. Le Centre international et le quartier financier de la Avenida Jimenez sont également situés à Santa Fe. On y trouve aussi San Victorino, le quartier commerçant de l'époque coloniale. Santa Fe dispose d'une zone rurale qui s'étend sur les cerros de Monserrate et de Guadalupe.

## Localisation
- Nord : Santa Fe est bordée par le río Arzobispo, la calle 39, la localité de Chapinero, le 2e district de Bogota D.C., et Teusaquillo, le 13e,
- Est : les cerros orientales,
- Sud : l'Avenida Primada, San Cristóbal, le 4e district, et Antonio Nariño, le 15e,
- Ouest : l'Avenida Caracas et Los Mártires, le 14e district.

## Histoire
En 1972, Bogota, la capitale, fut divisée en seize localités mineures incluant des municipalités annexes. Les nouvelles localités furent les trois secteurs traditionnels du centre : Santa Fe, actuellement le 3e district, Teusaquillo, le 13e et Los Mártires, le 14e.
Lors de la Constitution de 1991, le District Spécial se transforma en District capital (Bogota D.C.) et les localités se virent élevées au rang de districts. Bogota se trouva alors divisée en vingt districts.

## Données générales
- Population : 107 044 habitants (en 2005).
- Température moyenne : 13 °C.
- Superficie totale : 4 487,74 hectares, soit 44,87 km2.
- Superficie urbaine : 662,05 hectares, soit 6,62 km2.

Parmi les cours d'eau qui bordent ou traversent Santa Fe, on peut citer le río Arzobispo, le río Fucha (appelé aussi río San Cristobal), le río San Agustin et le río San Francisco.

## UPZ et quartiers
Santa Fe a une Unité de planification zonale (espagnol : Unidad de Planeamiento Zonal) ou UPZ qui groupe cinq quartiers : Sagrado Corazón, La Macarena, Las Nieves, Las Cruces et Lourdes. Le district de Santa Fe comprend au total 38 quartiers (espagnol : barrios).

## Transports
Le TransMilenio est le nom donné au système de transport en commun de Bogota. Des bus du TransMilenio desservent, entre autres, l’Avenida Caracas et l’Avenida Jiménez de Quesada.
Un funiculaire et un téléphérique permettent d'atteindre le cerro de Monserrate depuis, respectivement, 1929 et 1955.

## Universités
- L'Université Externado de Colombie, fondée en 1886, située Calle 12 - 1-17 Este à la limite orientale du quartier La Candelaria, est une université privée[2].
- L'université des Andes est une université privée fondée en 1948. Elle se situe Carrera 1 - 18A-12[3].
- L'université Jorge Tadeo Lozano, fondée en 1954, comprend quatre campus. Son siège principal se trouve Carrera 4 - 22-61, dans le quartier de Las Nieves à Santa Fe. Les trois autres campus sont situés à Chía, Santa Marta et Carthagène des Indes[4].
- L'université Colegio mayor de Cundinamarca est située Calle 28 - 5B-02. Cette institution, fondée en 1945 sous l'appellation de Colegio Mayor de Cultura Femenina de Cundinamarca, fut reconnue en tant qu'université en 1996[5].

## Églises

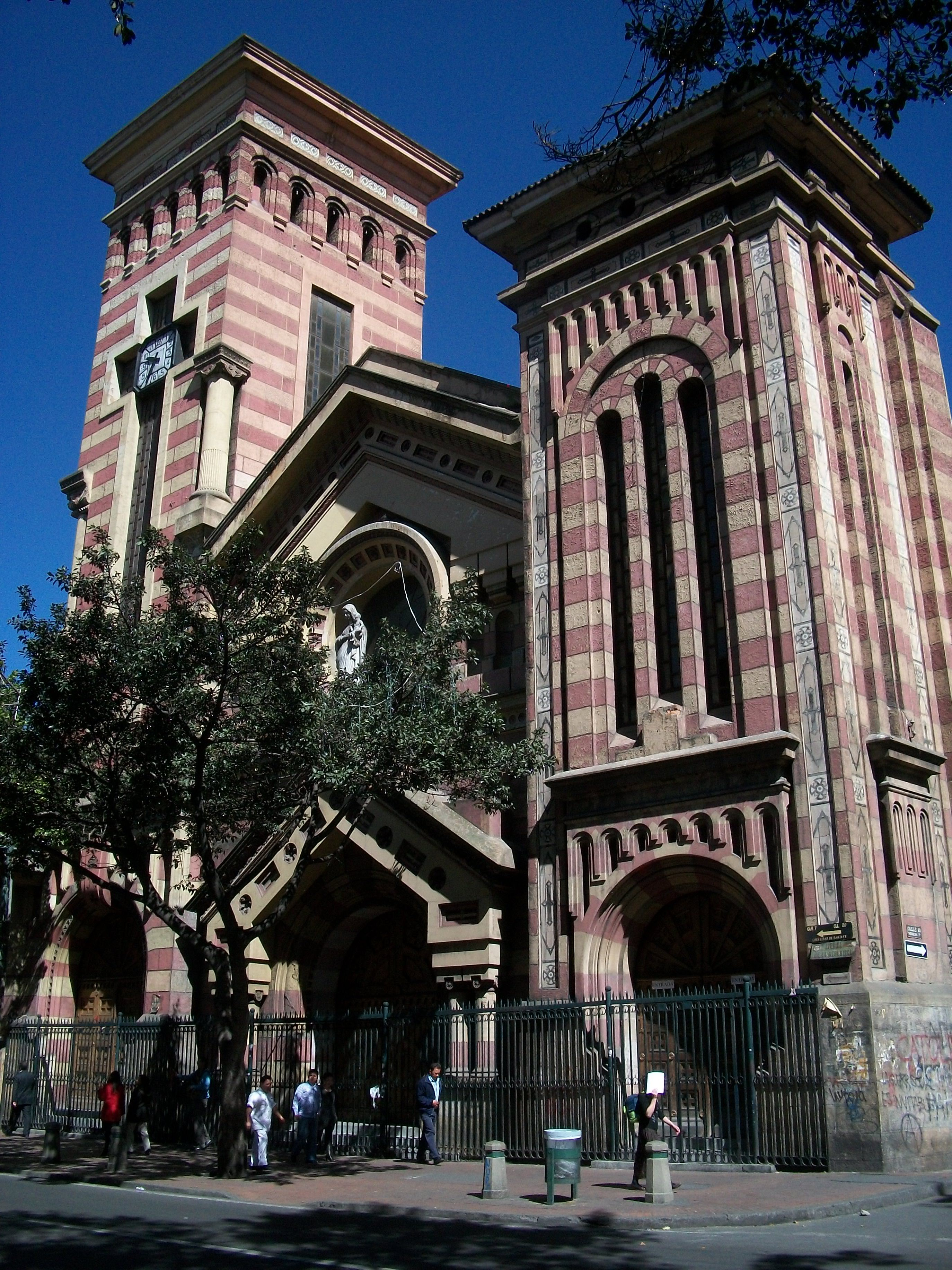
Église de Las Nieves.

- L'église de Las Nieves est érigée sur l'une des rives du río San Agustin qui borde Santa Fe. Son histoire comprend plusieurs reconstructions à la suite d'un incendie et de tremblements de terre.
- L'église Santa Bárbara se dresse sur l'autre rive du río San Agustin.

## Sites d'un grand intérêt

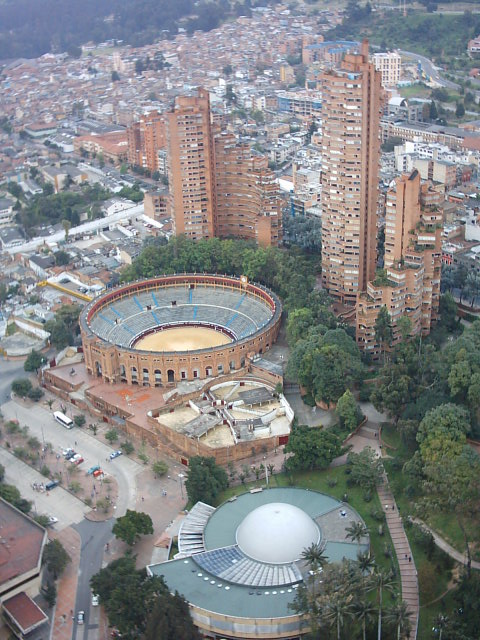
Les arènes de Santamaría vues depuis la Tour Colpatria.

- Musée national de Colombie : c'est le plus grand musée de Colombie. Il abrite, entre autres, des collections d'archéologie, d'art, d'histoire et d'ethnographie[6].
- Arènes de Santamaría : elles furent construites en 1931.
- Musée d'histoire naturelle : ce musée fait partie de la faculté de sciences de l'Université nationale de Colombie à Bogota DC[7].
- Planétarium de Bogota : inauguré en 1969, il est situé Calle 26B 5-93 entre la place Santamaría et le Parc de l'Indépendance[8].
- Musée de l'or (espagnol : Museo del Oro) : musée de la Banque de la République de Colombie, il est situé Parc Santander, carrera 5 - calle 16 à Bogota[9].
- Bibliothèque nationale de Colombie : située calle 24 5-60 à Bogota, elle abrite environ deux millions de volumes, parmi lesquels des ouvrages publiés à partir du XVe siècle jusqu'à nos jours, ainsi qu'une collection de périodiques de 1 500 000 journaux et magazines depuis 1785[10].
- Théâtre El Parque : achevé en 1936, il se trouve Cr 5 - 36-05. Ce théâtre a connu diverses dénominations : Teatro Infantil del Parque Nacional, Teatro del Parque, Teatro de marionetas del Parque Nacional, Teatro Cultural del Parque Nacional. Il fut déclaré Monument national en 1995[11].
- Tour Colpatria : gratte-ciel dont la construction fut achevée en 1979[12] et culminant à 196 m.
- Parc Santander : il se situe au croisement de la Carrera Séptima et de la Calle 17. On peut y voir la statue de Francisco de Paula Santander, héros de l'Indépendance. Ce parc comporte d'intéressantes variétés d'arbres.

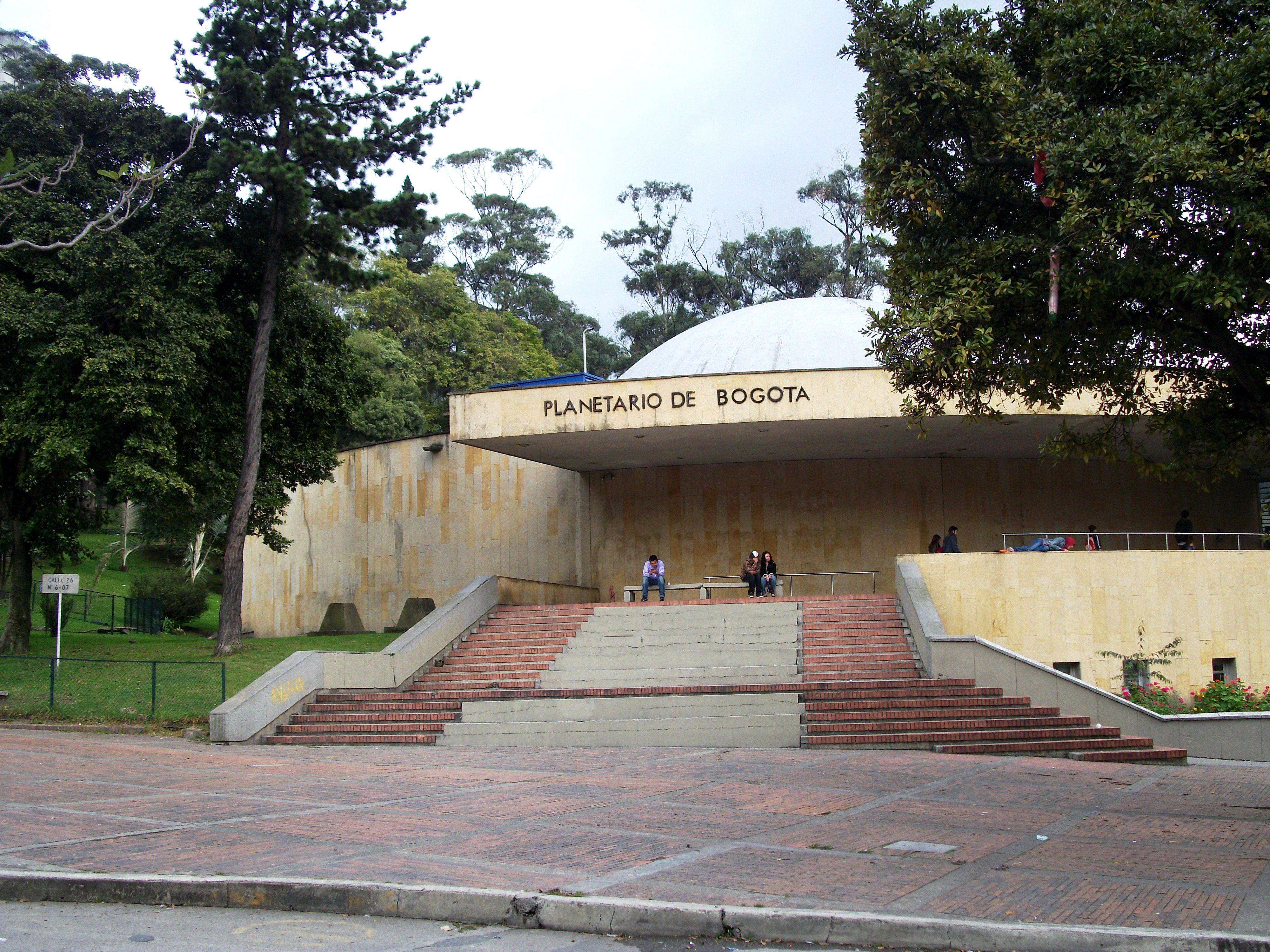
Entrée du Planétarium.
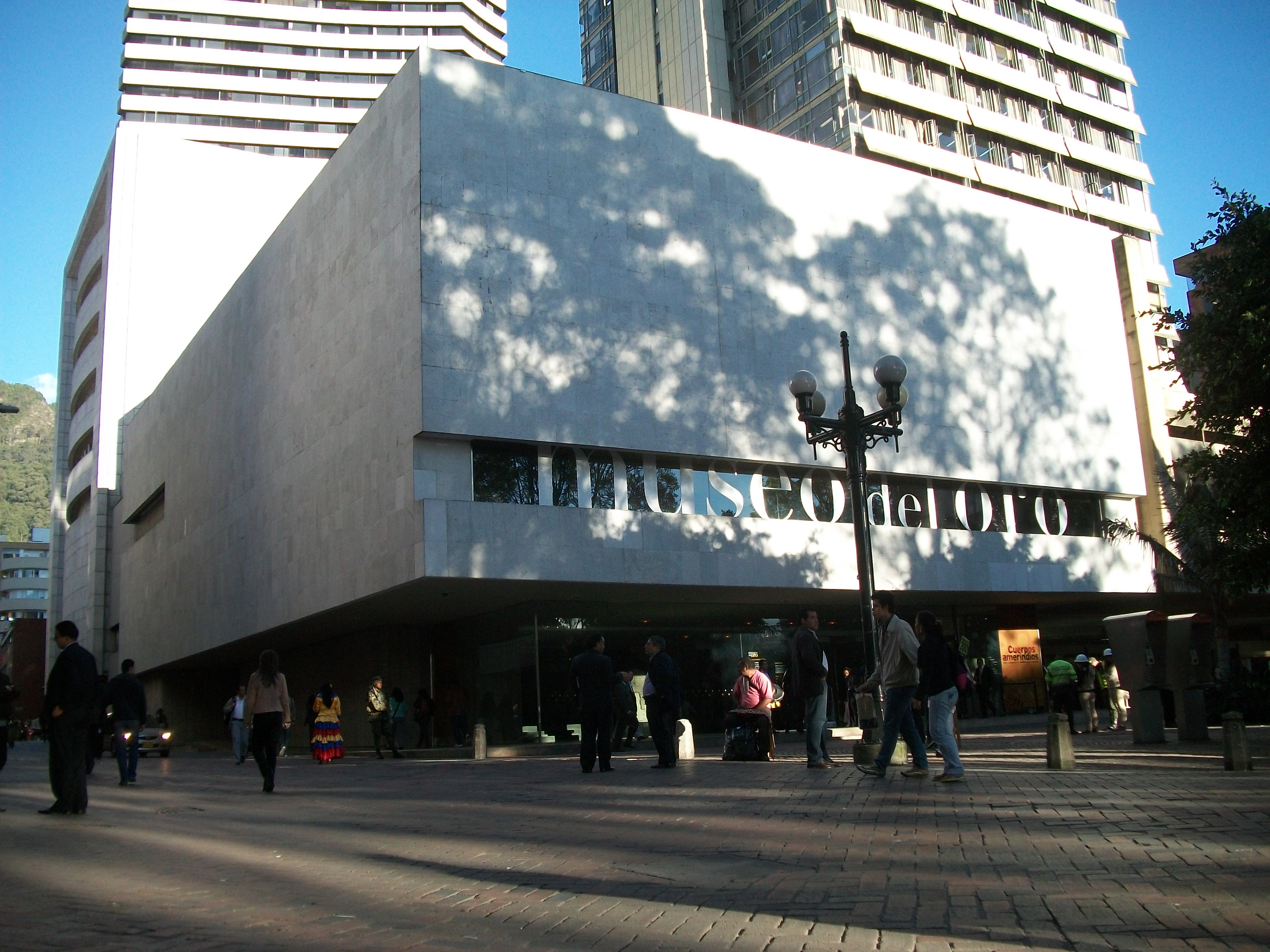
Musée de l'or.
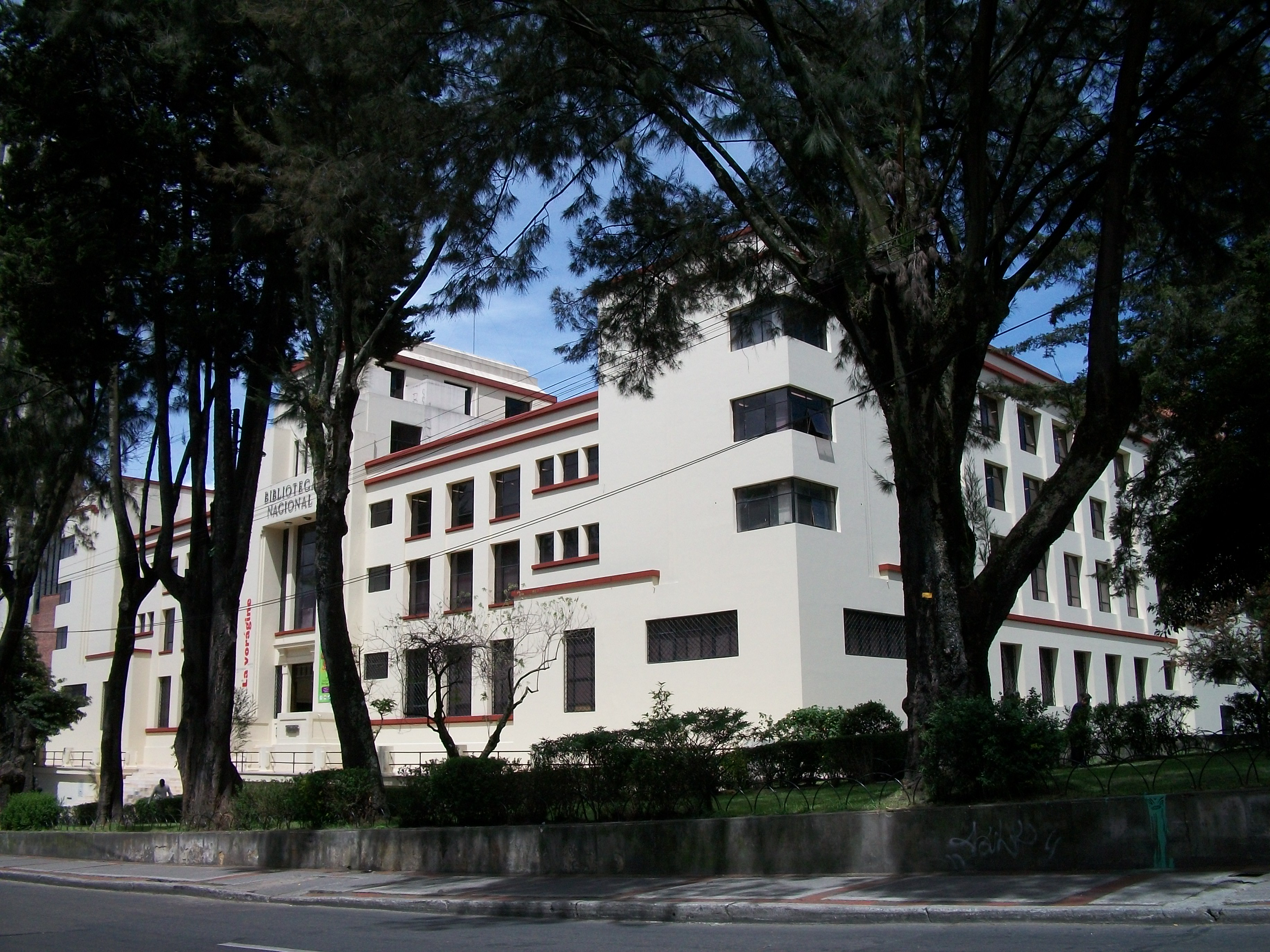
Bibliothèque nationale de Colombie.
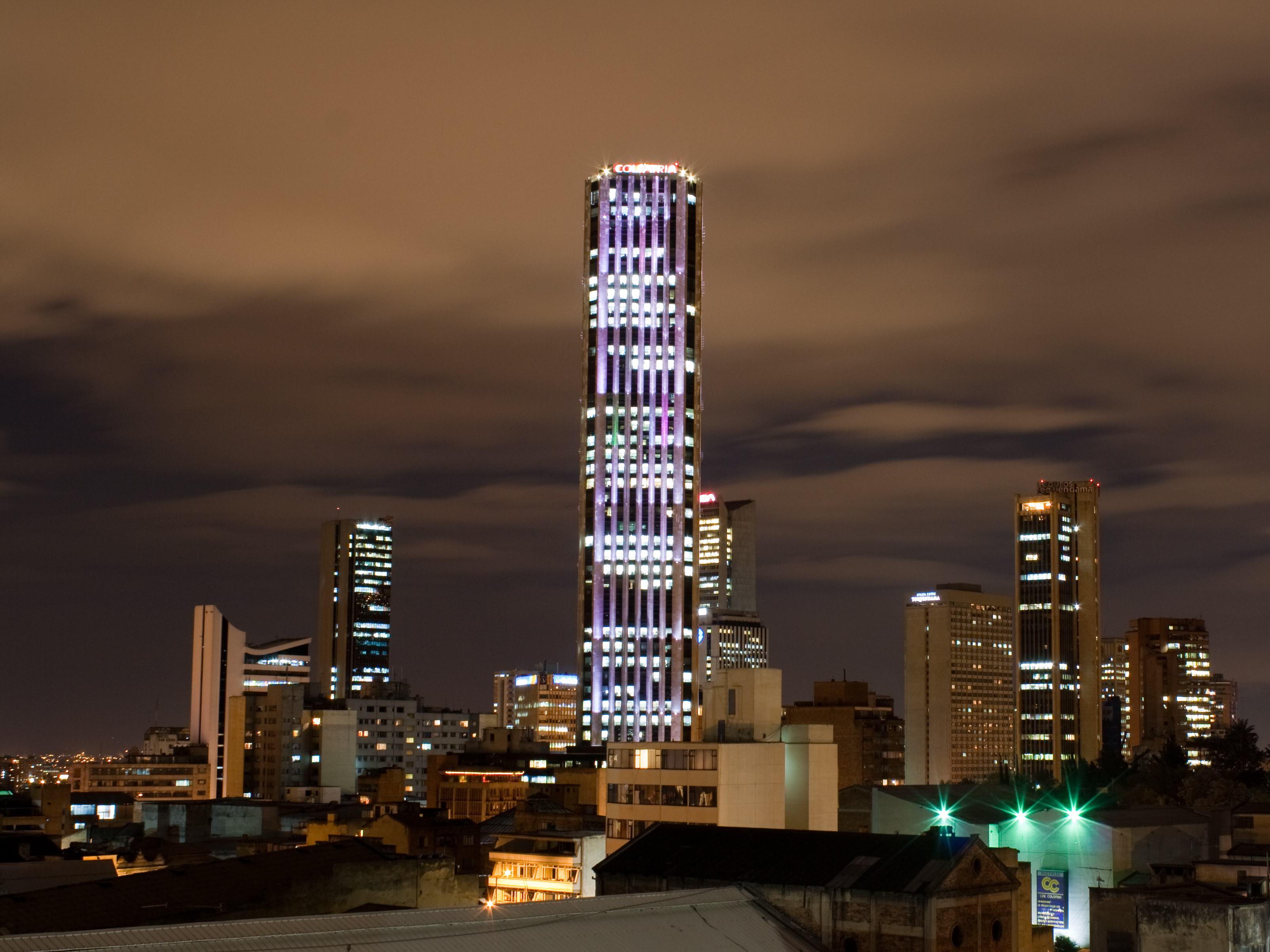
Vue nocturne de la Tour Colpatria.

## Personnalités liées à Santa Fe
- Alexis Mossa (1844-1926), artiste peintre né à Santa Fe.